# Eerste divisie 1988/89
Het seizoen 1988/89 van de Nederlandse Eerste divisie had Vitesse als kampioen. De club uit Arnhem promoveerde daarmee naar de Eredivisie. Ook de nummer 2 FC Den Haag mocht rechtstreeks promoveren. In de nacompetitie pakte N.E.C. de laatste plek in de Eredivisie.

## Eerste divisie

### Deelnemende teams
| Club            | Plaats          | Accommodatie        | Capaciteit | Trainer                               |
| --------------- | --------------- | ------------------- | ---------- | ------------------------------------- |
| AZ              | Alkmaar         | Alkmaarderhout      | 8.914      | Hans Eijkenbroek                      |
| De Graafschap   | Doetinchem      | De Vijverberg       | 12.500     | Pim Verbeek Arie Stehouwer Ben Zweers |
| DS '79          | Dordrecht       | Krommedijk          | 12.000     | Simon Kistemaker                      |
| Eindhoven       | Eindhoven       | Aalsterweg          | 27.000     | Theo Verlangen                        |
| Emmen           | Emmen           | Meerdijk            | 12.000     | Ben Hendriks                          |
| Excelsior       | Rotterdam       | Woudestein          | 11.000     | Joop van Daele                        |
| FC Den Haag     | Den Haag        | Zuiderparkstadion   | 11.000     | Co Adriaanse                          |
| FC Wageningen   | Wageningen      | De Wageningse Berg  | 16.000     | Piet Schrijvers Gerard Brussen (a.i.) |
| Go Ahead Eagles | Deventer        | De Adelaarshorst    | 20.000     | Fritz Korbach                         |
| Helmond Sport   | Helmond         | De Braak            | 12.000     | Dick Buitelaar                        |
| Heracles '74    | Almelo          | Bornsestraat        | 20.000     | Jan Morsing Henk van Brussel          |
| NAC             | Breda           | Beatrixstraat       | 12.000     | Hans Verèl                            |
| N.E.C.          | Nijmegen        | Goffertstadion      | 29.000     | Leen Looijen                          |
| RBC             | Roosendaal      | De Luiten           | 5.900      | Epi Drost                             |
| SC Cambuur      | Leeuwarden      | Cambuurstadion      | 16.000     | Sándor Popovics                       |
| sc Heerenveen   | Heerenveen      | Abe Lenstra Stadion | 15.000     | Ted Immers                            |
| SVV             | Schiedam        | Harga               | 10.000     | Jan van der Velden en Piet de Wolf    |
| Telstar         | Velsen-IJmuiden | Schoonenberg        | 18.000     | Cees Glas                             |
| Vitesse         | Arnhem          | Nieuw-Monnikenhuize | 18.000     | Bert Jacobs                           |

### Eindstand
| pos | club            | gs | w  | g  | v  | pnt | dv | dt | ds  |
| --- | --------------- | -- | -- | -- | -- | --- | -- | -- | --- |
| 1.  | Vitesse         | 36 | 23 | 8  | 5  | 54  | 61 | 20 | 41  |
| 2.  | FC Den Haag     | 36 | 23 | 7  | 6  | 53  | 85 | 35 | 50  |
| 3.  | Excelsior       | 36 | 20 | 9  | 7  | 49  | 62 | 35 | 27  |
| 4.  | N.E.C.          | 36 | 21 | 6  | 9  | 48  | 72 | 40 | 32  |
| 5.  | AZ              | 36 | 19 | 9  | 8  | 47  | 80 | 42 | 38  |
| 6.  | sc Heerenveen   | 36 | 20 | 6  | 10 | 46  | 72 | 47 | 25  |
| 7.  | NAC             | 36 | 16 | 11 | 9  | 43  | 61 | 49 | 12  |
| 8.  | SVV             | 36 | 14 | 9  | 13 | 37  | 50 | 52 | -2  |
| 9.  | De Graafschap   | 36 | 14 | 8  | 14 | 36  | 48 | 53 | -5  |
| 10. | Go Ahead Eagles | 36 | 13 | 8  | 15 | 34  | 52 | 50 | 2   |
| 11. | SC Cambuur      | 36 | 13 | 8  | 15 | 34  | 47 | 57 | -10 |
| 12. | SC Heracles '74 | 36 | 12 | 10 | 14 | 34  | 46 | 66 | -20 |
| 13. | Eindhoven       | 36 | 11 | 7  | 18 | 29  | 45 | 53 | -8  |
| 14. | Telstar         | 36 | 11 | 7  | 18 | 29  | 52 | 66 | -14 |
| 15. | DS '79          | 36 | 12 | 4  | 20 | 28  | 55 | 66 | -11 |
| 16. | Helmond Sport   | 36 | 5  | 14 | 17 | 24  | 39 | 69 | -30 |
| 17. | RBC             | 36 | 7  | 7  | 22 | 21  | 32 | 65 | -33 |
| 18. | Emmen           | 36 | 9  | 2  | 25 | 20  | 39 | 91 | -52 |
| 19. | FC Wageningen   | 36 | 6  | 6  | 24 | 18  | 41 | 83 | -42 |

#### Legenda
| Kleur | Kwalificatie voor                             |
| ----- | --------------------------------------------- |
|       | Promotie naar de Eredivisie                   |
|       | Nacompetitie voor promotie naar de Eredivisie |

### Uitslagen
|                 | AZ    | CAM   | DS    | EVV   | EMM   | EXC   | GAE   | GRA   | DHA   | HEE   | HSP   | HER   | NAC   | NEC   | RBC   | SVV   | TEL   | VIT   | WAG   |
| --------------- | ----- | ----- | ----- | ----- | ----- | ----- | ----- | ----- | ----- | ----- | ----- | ----- | ----- | ----- | ----- | ----- | ----- | ----- | ----- |
| AZ              |       | 3 – 1 | 2 – 2 | 2 – 1 | 3 – 1 | 0 – 0 | 1 – 1 | 2 – 0 | 1 – 1 | 2 – 4 | 3 – 0 | 1 – 1 | 5 – 1 | 3 – 2 | 4 – 0 | 1 – 1 | 0 – 0 | 1 – 0 | 4 – 0 |
| SC Cambuur      | 1 – 3 |       | 2 – 3 | 3 – 1 | 5 – 2 | 2 – 0 | 1 – 2 | 0 – 2 | 2 – 0 | 1 – 1 | 2 – 2 | 2 – 0 | 0 – 6 | 0 – 2 | 1 – 0 | 1 – 1 | 0 – 2 | 1 – 1 | 4 – 1 |
| DS '79          | 0 – 3 | 0 – 1 |       | 1 – 2 | 4 – 0 | 1 – 2 | 0 – 2 | 3 – 1 | 0 – 2 | 1 – 3 | 2 – 0 | 4 – 1 | 2 – 3 | 1 – 0 | 2 – 0 | 1 – 3 | 2 – 0 | 1 – 3 | 4 – 1 |
| Eindhoven       | 2 – 0 | 4 – 0 | 6 – 3 |       | 4 – 2 | 0 – 0 | 2 – 1 | 1 – 5 | 1 – 1 | 2 – 1 | 0 – 0 | 0 – 1 | 2 – 1 | 1 – 2 | 1 – 3 | 0 – 1 | 0 – 2 | 1 – 2 | 0 – 2 |
| Emmen           | 2 – 4 | 1 – 4 | 2 – 0 | 0 – 1 |       | 0 – 1 | 4 – 1 | 0 – 2 | 1 – 5 | 0 – 2 | 2 – 1 | 4 – 2 | 0 – 0 | 4 – 3 | 1 – 0 | 1 – 2 | 0 – 2 | 0 – 3 | 3 – 2 |
| Excelsior       | 1 – 5 | 2 – 0 | 2 – 1 | 3 – 0 | 2 – 0 |       | 2 – 1 | 5 – 0 | 0 – 2 | 2 – 2 | 0 – 0 | 2 – 1 | 1 – 1 | 2 – 1 | 3 – 0 | 4 – 1 | 2 – 2 | 2 – 1 | 4 – 1 |
| Go Ahead Eagles | 0 – 1 | 0 – 2 | 1 – 1 | 0 – 0 | 5 – 1 | 1 – 0 |       | 1 – 1 | 0 – 0 | 3 – 1 | 2 – 3 | 1 – 3 | 6 – 1 | 3 – 1 | 2 – 0 | 1 – 0 | 2 – 1 | 0 – 2 | 5 – 0 |
| De Graafschap   | 2 – 1 | 1 – 1 | 2 – 0 | 1 – 1 | 1 – 2 | 2 – 0 | 0 – 0 |       | 0 – 2 | 1 – 0 | 0 – 1 | 3 – 1 | 0 – 1 | 2 – 1 | 6 – 3 | 2 – 1 | 1 – 3 | 0 – 0 | 1 – 0 |
| FC Den Haag     | 4 – 2 | 3 – 1 | 2 – 1 | 3 – 2 | 3 – 0 | 0 – 2 | 2 – 0 | 5 – 0 |       | 3 – 1 | 2 – 0 | 6 – 0 | 4 – 2 | 0 – 2 | 1 – 1 | 1 – 1 | 4 – 0 | 1 – 3 | 3 – 1 |
| sc Heerenveen   | 1 – 0 | 4 – 0 | 3 – 1 | 2 – 1 | 1 – 0 | 1 – 4 | 3 – 1 | 3 – 1 | 2 – 2 |       | 2 – 1 | 1 – 2 | 3 – 3 | 1 – 0 | 1 – 0 | 4 – 1 | 4 – 1 | 0 – 1 | 5 – 1 |
| Helmond Sport   | 0 – 3 | 1 – 2 | 2 – 2 | 1 – 1 | 1 – 1 | 1 – 0 | 1 – 2 | 1 – 3 | 2 – 8 | 2 – 2 |       | 1 – 2 | 1 – 1 | 1 – 2 | 1 – 2 | 2 – 2 | 2 – 2 | 1 – 3 | 2 – 1 |
| SC Heracles '74 | 1 – 7 | 0 – 0 | 2 – 1 | 3 – 2 | 4 – 1 | 1 – 1 | 0 – 0 | 1 – 1 | 2 – 4 | 1 – 3 | 1 – 1 |       | 1 – 1 | 1 – 3 | 1 – 0 | 2 – 2 | 1 – 0 | 1 – 1 | 3 – 1 |
| NAC             | 3 – 2 | 1 – 2 | 2 – 0 | 1 – 0 | 3 – 1 | 2 – 2 | 5 – 0 | 1 – 0 | 1 – 2 | 2 – 2 | 1 – 0 | 1 – 0 |       | 1 – 1 | 1 – 1 | 2 – 1 | 4 – 1 | 0 – 1 | 1 – 1 |
| N.E.C.          | 3 – 1 | 3 – 1 | 1 – 2 | 1 – 1 | 3 – 0 | 3 – 2 | 3 – 3 | 2 – 2 | 1 – 0 | 1 – 0 | 5 – 0 | 2 – 0 | 2 – 0 |       | 3 – 0 | 0 – 0 | 7 – 0 | 2 – 1 | 2 – 0 |
| RBC             | 2 – 2 | 0 – 0 | 2 – 1 | 1 – 0 | 4 – 1 | 0 – 2 | 1 – 0 | 1 – 1 | 0 – 4 | 1 – 0 | 2 – 2 | 0 – 1 | 0 – 2 | 1 – 2 |       | 1 – 3 | 0 – 2 | 0 – 1 | 2 – 2 |
| SVV             | 0 – 4 | 2 – 1 | 3 – 3 | 2 – 1 | 4 – 1 | 0 – 0 | 1 – 0 | 3 – 1 | 0 – 1 | 0 – 4 | 1 – 2 | 2 – 0 | 1 – 2 | 0 – 1 | 3 – 2 |       | 2 – 0 | 1 – 1 | 2 – 1 |
| Telstar         | 4 – 1 | 0 – 0 | 1 – 2 | 2 – 1 | 7 – 0 | 2 – 5 | 2 – 3 | 2 – 3 | 0 – 2 | 0 – 1 | 1 – 1 | 1 – 5 | 0 – 0 | 2 – 3 | 3 – 0 | 2 – 1 |       | 1 – 2 | 3 – 2 |
| Vitesse         | 0 – 0 | 2 – 0 | 2 – 0 | 0 – 1 | 2 – 0 | 0 – 1 | 1 – 0 | 3 – 0 | 0 – 0 | 3 – 1 | 3 – 1 | 6 – 0 | 3 – 0 | 1 – 1 | 1 – 0 | 2 – 0 | 2 – 0 |       | 3 – 1 |
| FC Wageningen   | 0 – 3 | 1 – 3 | 2 – 3 | 0 – 2 | 0 – 1 | 0 – 1 | 3 – 2 | 1 – 0 | 3 – 2 | 2 – 3 | 1 – 1 | 0 – 0 | 1 – 4 | 3 – 1 | 4 – 2 | 0 – 2 | 1 – 1 | 1 – 1 |       |

## Topscorers
| #  | Naam               | Club            | Goal |
| -- | ------------------ | --------------- | ---- |
| 1. | Folkert Velten     | SC Heracles '74 | 24   |
| 2. | Frans Janssen      | N.E.C.          | 21   |
| 3. | Jan de Jonge       | sc Heerenveen   | 18   |
|    | Jelle Visser       | Telstar         | 18   |
| 5. | Gert van den Brink | Go Ahead Eagles | 17   |
| 6. | Heini Otto         | FC Den Haag     | 16   |
| 7. | Marc Verroen       | AZ              | 15   |
|    | David Loggie       | AZ              | 15   |
|    | Stefan Hommeles    | sc Heerenveen   | 15   |
|    | Ton Cornelissen    | NAC             | 15   |
|    | Willy Carbo        | SC Cambuur      | 15   |

## Nacompetitie

### Eindstand
| pos | club            | gs | w | g | v | pnt | dv | dt | ds |
| --- | --------------- | -- | - | - | - | --- | -- | -- | -- |
| 1.  | N.E.C.          | 6  | 4 | 2 | 0 | 10  | 9  | 3  | 6  |
| 2.  | sc Heerenveen   | 6  | 3 | 2 | 1 | 8   | 12 | 5  | 7  |
| 3.  | Go Ahead Eagles | 6  | 2 | 1 | 3 | 5   | 7  | 13 | -6 |
| 4.  | Excelsior       | 6  | 0 | 1 | 5 | 1   | 3  | 10 | -7 |

### Legenda
| Kleur | Kwalificatie voor           |
| ----- | --------------------------- |
|       | Promotie naar de Eredivisie |

### Uitslagen
|                 | EXC   | GAE   | HEE   | NEC   |
| --------------- | ----- | ----- | ----- | ----- |
| Excelsior       |       | 1 – 2 | 0 – 0 | 0 – 1 |
| Go Ahead Eagles | 3 – 1 |       | 2 – 4 | 0 – 0 |
| sc Heerenveen   | 2 – 0 | 4 – 0 |       | 1 – 1 |
| N.E.C.          | 2 – 1 | 3 – 0 | 2 – 1 |       |

AZ ·
SC Cambuur ·
DS '79 ·
Eindhoven ·
Emmen ·
Excelsior ·
Go Ahead Eagles ·
De Graafschap ·
FC Den Haag ·
sc Heerenveen ·
Helmond Sport ·
Heracles '74 ·
NAC ·
N.E.C. ·
RBC ·
SVV ·
Telstar ·
Vitesse ·
FC Wageningen
Eerste klasse

1955/56

Eerste divisie

1956/57 · 1957/58 · 1958/59 · 1959/60 · 1960/61 · 1961/62 · 1962/63 · 1963/64 · 1964/65 · 1965/66 · 1966/67 · 1967/68 · 1968/69 · 1969/70 · 1970/71 · 1971/72 · 1972/73 · 1973/74 · 1974/75 · 1975/76 · 1976/77 · 1977/78 · 1978/79 · 1979/80 · 1980/81 · 1981/82 · 1982/83 · 1983/84 · 1984/85 · 1985/86 · 1986/87 · 1987/88 · 1988/89 · 1989/90 · 1990/91 · 1991/92 · 1992/93 · 1993/94 · 1994/95 · 1995/96 · 1996/97 · 1997/98 · 1998/99 · 1999/00 · 2000/01 · 2001/02 · 2002/03 · 2003/04 · 2004/05 · 2005/06 · 2006/07 · 2007/08 · 2008/09 · 2009/10 · 2010/11 · 2011/12 · 2012/13 · 2013/14 · 2014/15 · 2015/16 · 2016/17 · 2017/18 · 2018/19 · 2019/20 · 2020/21 · 2021/22 · 2022/23 · 2023/24 · 2024/25

Eredivisie · Eerste divisie · Johan Cruijff Schaal · KNVB Beker · Play-offs